# Страка, Мартин
Мартин Страка (чеш. Martin Straka; 3 сентября 1972, Пльзень, Чехословакия) — профессиональный чешский хоккеист, центральный и левый нападающий. В настоящее время занимает должность ассистента главного тренера сборной Чехии.
На драфте НХЛ 1992 года был выбран в 1 раунде под общим 19 номером командой «Питтсбург Пингвинз». 7 апреля 1995 года обменян в «Оттаву Сенаторз». 23 января 1996 года обменян в «Нью-Йорк Айлендерс». 15 марта 1996 года приобретён с драфта отказов командой «Флорида Пантерз». 6 августа 1997 года как свободный агент подписал контракт с «Питтсбург Пингвинз». Провёл в Питтсбурге семь сезонов. 30 ноября 2003 года обменян в «Лос-Анджелес Кингз». 2 августа 2005 года как неограниченно свободный агент подписал контракт с «Нью-Йорк Рейнджерс». В 2008 году вернулся в родной клуб «Пльзень». В 2009 году стал владельцем клуба, по совместительству был капитаном команды и генеральным менеджером. В 2013 году привел команду к историческому, первому чемпионскому титулу Чешской лиги, забросив решающую шайбу в овертайме 7-й финальной игры со Злином. 28 марта 2014 года объявил о завершении игровой карьеры. Летом 2016 года стал тренером «Шкоды Пльзень». Через год перешел на должность главного тренера клуба. Сейчас является ассистентом главного тренера чешской сборной.
В составе сборной Чехии Страка стал олимпийским чемпионом в 1998 году, а спустя 7 семь выиграл золотую медаль чемпионата мира 2005 года. Также является бронзовым призером Олимпийских игр 2006 года. Всего за чешскую сборную провел 81 игру, набрал 55 (28+27) очков.

## Награды
- Бронзовый призёр юниорского чемпионата Европы, 1990
- Бронзовый призёр Молодёжного чемпионата мира, 1991
- Олимпийский чемпион, 1998 (сборная Чехии)
- Чемпион мира, 2005
- Бронзовый призёр Олимпиады, 2006 (сборная Чехии)
- Участник матча «Всех звёзд» НХЛ, 1999
- Чемпион Чешской лиги 2013
- Бронзовый призер Чешской лиги 2012

## Статистика
```
                                            --- Regular Season ---  ---- Playoffs ----
Season   Team                        Lge    GP    G    A  Pts  PIM  GP   G   A Pts PIM
--------------------------------------------------------------------------------------
1989-90  HC Skoda Plzeň              Czech   1    0    3    3    0  --  --  --  --  --
1990-91  HC Skoda Plzeň              Czech  47    7   24   31    6  --  --  --  --  --
1991-92  HC Skoda Plzeň              Czech  36   23   24   47   20  14   4   4   8   0
1992-93  Cleveland Lumberjacks       IHL     4    4    3    7    0  --  --  --  --  --
1992-93  Pittsburgh Penguins         NHL    42    3   13   16   29  11   2   1   3   2
1993-94  Pittsburgh Penguins         NHL    84   30   34   64   24   6   1   0   1   2
1994-95  HC Plzeň                    Czech  19   10   11   21    0  --  --  --  --  --
1994-95  Pittsburgh Penguins         NHL    31    4   12   16   16  --  --  --  --  --
1994-95  Ottawa Senators             NHL     6    1    1    2    0  --  --  --  --  --
1995-96  Ottawa Senators             NHL    43    9   16   25   29  --  --  --  --  --
1995-96  New York Islanders          NHL    22    2   10   12    6  --  --  --  --  --
1995-96  Florida Panthers            NHL    12    2    4    6    6  13   2   2   4   2
1996-97  Florida Panthers            NHL    55    7   22   29   12   4   0   0   0   0
1997-98  Pittsburgh Penguins         NHL    75   19   23   42   28   6   2   0   2   2
1998-99  Pittsburgh Penguins         NHL    80   35   48   83   26  13   6   9  15   6
1999-00  Pittsburgh Penguins         NHL    71   20   39   59   26  11   3   9  12  10
2000-01  Pittsburgh Penguins         NHL    82   27   68   95   38  18   5   8  13   8
2001-02  Pittsburgh Penguins         NHL    13    5    4    9    0  --  --  --  --  --
2002-03  Pittsburgh Penguins         NHL    60   18   28   46   12  --  --  --  --  --
2003-04  Pittsburgh Penguins         NHL    22    4    8   12   16  --  --  --  --  --
2003-04  Los Angeles Kings           NHL    32    6    8   14    4  --  --  --  --  --
2004-05  HC Lasselsberger Plzeň      Czech  45   16   18   34   76  --  --  --  --  --
2005-06  New York Rangers            NHL    82   22   54   76   42   4   0   0   0   2
2006-07  New York Rangers            NHL    77 	 29   41   70 	24  10 	 2   8 	10   2
2007-08  New York Rangers 	     NHL    65 	 14   27   41 	22  10 	 3   7 	10  16
2008-09  HC Lasselsberger Plzeň      Czech  51 	 22   30   52 	20  17 	 8  13  21   2
2009-10  HC Plzeň 1929 	             Czech  35 	 17   26   43 	32   6   2   2   4   4
2010-11  HC Plzeň 1929 	             Czech  51   17   44   61   12   4	 3   2   5   0
2011-12  HC Skoda Plzeň 	     Czech  51   17   30   47   20  12	 2  11  13   4
2012-13  HC Skoda Plzeň 	     Czech  47   15   39   54   18  20	 8  12  20   8
2013-14  HC Skoda Plzeň 	     Czech  29    6   20   26   12   6	 1   1   2   2
--------------------------------------------------------------------------------------
         NHL Total                         954 	257  460  717  360 106  26  44  70  52
         Czech Total                       412 	150  269  419  214  79  28  45  73  20

```